# Reasonable Doubt (filme)
Reasonable Doubt, também conhecido como The Good Samaritan (Brasil: Um Álibi Perfeito ) é um filme de suspense policial canadense-alemão de 2014 dirigido por Peter Howitt e escrito por Peter A. Dowling. O filme é estrelado por Samuel L. Jackson, Dominic Cooper, Erin Karpluk, Gloria Reuben e Ryan Robbins. Recebeu críticas geralmente negativas dos críticos.

## Sinopse
Enquanto dirigia para casa em estado de embriaguez após comemorar a vitória em um caso no tribunal, o jovem e ambicioso promotor distrital de Chicago, Mitch Brockden (Dominic Cooper), é acidentalmente envolvido em um atropelamento fatal . Em um esforço para preservar sua carreira jurídica, ele a encobre. Clinton Davis (Samuel L. Jackson), mecânico de automóveis de 55 anos (cuja esposa e filho foram mortos em uma invasão de casa por um libertado por condicional) é preso pelo assassinato e relatou ligações com uma série de outros crimes inexplicáveis. Brockden se torna o promotor do caso e garante que Davis seja absolvido pelo crime. Depois que outro homem é misteriosamente assassinado de maneira semelhante a casos anteriores não resolvidos logo após a libertação de Davis, Brockden e Det. Blake Kanon (Gloria Reuben) suspeitam que Davis é um assassino em série que mata pessoas em liberdade condicional na tentativa de impedi-los de cometer mais crimes.
Brockden faz uma busca na casa de Davis em busca de evidências para provar suas suspeitas. Ao mesmo tempo, seu meio-irmão Jimmy Logan (Ryan Robbin) segue Davis até um depósito. Enquanto falava ao telefone com Brockden, Logan é atacado por Davis, deixando-o em coma. Brockden é preso pela polícia e, enquanto está sob custódia, Davis ameaça matar a esposa de Brockden (Erin Karpluk). Ele foge da prisão para detê-lo. Em um confronto, Brockden é ferido por Davis, mas é salvo quando a Detetive Kanon atira fatalmente em Davis. Durante o período posterior, Brockden apresenta Logan à sua esposa e filha pequena.

## Elenco
- Dominic Cooper como Mitch Brockden[2]
- Samuel L. Jackson como Clinton Davis[2]
- Erin Karpluk como Rachel Brockden[3]
- Gloria Reuben como Det. Blake Kanon[3]
- Ryan Robbins como Jimmy Logan[3]
- Dylan Taylor como Stuart Wilson[3]
- Karl Thordarson como Cecil Akerman[3]
- Dean Harder como Terry Roberts[3]
- Carson Nattrass como oficial Travis[3]
- John B. Lowe como juiz G. Mckenna[3]
- Philippe Brenninkmeyer como DA Jones[3]
- Jessica Burleson como Secretária[3]
- Kelly Wolfman como Dr. Brown[3]

## Produção
A produção do filme começou em 19 de novembro de 2012 e foi filmado em Winnipeg, Canadá. Também foi filmado em Chicago durante 27 dias. Seu orçamento de produção foi de $8 milhões.

## Lançamento
Em maio de 2013, Lionsgate Films adquiriu os direitos de distribuição nos Estados Unidos e a Voltage Pictures distribuiu o filme internacionalmente.

## Recepção
Reasonable Doubt recebeu críticas geralmente negativas. O Rotten Tomatoes, um agregador de resenhas, pesquisou oito resenhas e considerou uma delas positiva. Jeannette Catsoulis do The New York Times comentou que a trama era "indiferente", a direção era "flácida" e que a interpretação de Dominic Cooper de um herói imperfeito falhou em captar a simpatia do público. Gary Goldstein do Los Angeles Times chamou o filme de "artificial e previsível". Scott Foundas da revista Variety escreveu que o filme foi feito "...com todo o entusiasmo de um gerente de meio de carreira obedientemente batendo o relógio." Frank Scheck do The Hollywood Reporter sentiu que o filme desperdiçou o tempo do público e comentou que Cooper nunca despertou a simpatia do público por seu personagem.